# Hauksbók
Hauksbók  er et islandsk manuskript fra begyndelsen af 1300-tallet. Den er nu i tre dele, men har oprindeligt været en og består af en samling tekster, der er afskrifter af tidligere tekster. Størsteparten af Hauksbók er nedfældet af Haukr Erlendsson.Reykjavík. Nu i Stofnun Árna Magnússonar i Arnamagnæanske Samling AM 371 4to, AM 544 4to og AM 675 4to,

## Tilblivelse
Hauksbók er den version af Landnáma, som Hauk Erlendsso redigerede og nedskrev med egen hånd i den kodeks, der kaldes Hauksbók (AM 371 4to). Kun lidt over en tredjedel af Landnáma i Hauksbók er bevaret. Resten af teksten kendes fra en afskrift fra 1600-tallet (AM 105 fol.). Flere skrivere har arbejdet på manuskriptet; den ene antages være kommet fra Færøerne, men bosat i Norge.  Der er ingen direkte datering på hverken Hauksbók eller de forskellige tekster i manuskriptet. På baggrund af forskellige palæografiske indikationer har professor Stefán Karlsson, direktør for Árni Magnússon-instituttet, dateret teksten til mellem 1302 og 1310.

## Historie
Efter Hauks død i 1334 sandsynligvis i Norge, var det nok hans enke Steinunn, der tog manuskriptet med tilbage til Island. Hun døde i 1361. Derefter er der ingen oplysninger om Hauksbok før omkring 1600. Da blev Bjarni Einarsson på Hamar i Langdalsströnd i Vestfjordene ejer af manuskriptet. Derfra blev bogen udlånt til Skagafjörður senest i 1636, da Bjørn Jónsson på Skarðsá benyttede det ved udarbejdelsen af Skarðsarbók. Bjørn skrev meget af fra Hauksbók. Tilbage i Vestfjordene blev håndskriftet fuldstændigt ramponeret. Nogle blade overlevede som omslag for mindre bøger. Olafur Jónsson (1672-1707) sendte 14 blade til Arni Magnússon. De havde tilhørt præsten Jón Torfason (død i 1719) på Staður i Súgandafjörður, og det ser ud til, at Torfason har ødelagt, hvad der var tilbage af manuskriptet. Torfason fortalte til Arni Magnússon, at han havde fået bladene af en fattig bonde i nærheden af Súgandafjörður; og at han kun havde de 14 blade. Men senere fik Magnússon fat i fire andre blade. På grund af sønderrivelsen af manuskriptet i 1600-tallet har vi kun Arni Magnússons ord for, at den sidst tredjedel af Hauksbók hører sammen med de to andre. Den er skrevet med en håndskrift, som ellers ikke findes i manuskriptet. 

## Redigering
Ligesom Sturlubók er Hauksbók en historiserende udgave af Landnáma. Det indebærer omfattende ændringer i Landnámas struktur; som beretninger om rejser til Island før Ingolf Arnarssons tid, mens Kristni saga er tilføjet til sidst. Kilderne var sandsynligvis Islendingabók  og en tidlig Olav Tryggvasons saga. Hauk har anstrengt sig for at give teksten en kronologisk ramme. Dertil er en del af landnamsmændene gjort til kristne ved ankomst; alle Ketil Fladnæses efterkommere og deres ægtefæller skildres som kristne, også Helge den Magre og Aud den dybtænkte. I nogle sagaer fra et tidligere stadium af sagaskrivningen skildres disse som hedninge. Enkelte landnam er også udvidet som Skallagrims landnam. 

## Indhold
Hauksbók er en samling med islandske sagaer og en redigering af Landnámabók. Bogen indeholder versioner, nogle gange de eneste bevarede, af norrøne tekster som Fóstbrœðra saga, Eiríks saga rauða, Hervarar saga og Völuspá. Haukr havde en tendens til at genskrive sagaerne, som han kopierede, og ofte blev de forkortet.
Manuskriptet er det første bevarede vidnesbyrd om mange af de tekster, som det indeholder (selvom Haukr i de fleste tilfælde har kopieret nu tabte manuskripter). Blandt disse er et sektion om matematik, kaldet Algorismus og teksten Hervarar saga ok Heiðreks.
Der er i alt 141 sider i Hauksbók med en lang række forskellige tekster. Det kendte indhold i Hauksbók er:

### AM 371 4to
1. (1r-14v): Landnámabók
2. (15r-18v): Kristni saga

### AM 544 4to
1. (1r-14v): encyklopædisk information fra forskellige kilder om geografi, naturfænomener og bibelske historier
2. (15r-19v): encyklopædisk information fra forskellige kilder om filosofi og teologi
3. (20r-21r): Völuspá
4. (22r-33v): Trójumanna saga
5. (34r): en tekst kaldet "Syv ædelstene og deres natur"
6. (35v): Cisiojanus (En latinsk opremsning af kirkens festivaler i løbet af året skrevet på vers)
7. (36r-59r): Breta sögur, inklusive Merlínusspá
8. (60r-68v): to dialoger mellem sjæl og legeme
9. (69r-72v:9): Hemings þáttr Áslákssonar
10. (72v:9-76v): Hervarar saga ok Heiðreks
11. (77r-89v:35): Fóstbrœðra saga
12. (89v:35-93r:17): Algorismus
13. (93r:17-101v:24): Erik den Rødes saga
14. (101v:25-104v:17): Skálda saga
15. (104v:18-105r:21): Af Upplendinga konungum
16. (105r:21-107v): Ragnarssona þáttr
17. (107v): Prognostica Temporum

### AM 675 4to
1. Elucidarius

## Udgaver
Hauksbók er ofte kilde til de sagaer, som den indholder. Den er redigeret i sin fulde længde i de følgende:
- Hauksbók, udg. efter de Arnamagnæanske håndskrifter no. 371, 544 og 675, 4̊, samt forskellige papirhåndskrifter af det Kongelige nordiske oldskrift-selskab redigeret af Finnur Jónsson og Eiríkur Jónsson (København: Thiele, 1892-96), http://www.septentrionalia.net/etexts/hauksbok.pdf.
- Hauksbók: The Arna-Magnæan Manuscripts, 371, 4to, 544, 4to, and 675, 4to., redigeret af Jón Helgason, Manuscripta Islandica, 5 (København: Munksgaard, 1960) faksimile